# Clavulina geoglossoides
Clavulina geoglossoides är en svampart som beskrevs av Corner 1970. Clavulina geoglossoides ingår i släktet Clavulina och familjen Clavulinaceae.   Inga underarter finns listade i Catalogue of Life.